# 금지면
금지면(金池面)은 대한민국 전북특별자치도 남원시의 면이다.

## 법정리
- 옹정리(甕井里)
- 신월리(新月里)
- 택내리(宅內里)
- 하도리(下島里)
- 귀석리(貴石里)
- 방촌리(芳村里)
- 상귀리(上貴里)
- 서매리(書梅里)
- 입암리(笠巖里)
- 창산리(昌山里)
- 상신리(上新里)

## 교육
- 금지초등학교
- 금지동초등학교
- 금지중학교